# Northwest-Airlines-Flug 253
Auf dem Northwest-Airlines-Flug 253 (NW 253), einem Linienflug der Fluggesellschaft Northwest Airlines vom Flughafen Amsterdam-Schiphol zum Detroit Metropolitan Wayne County Airport, wurde am 25. Dezember 2009 kurz vor der Landung ein islamistischer Terroranschlag versucht. Die Maschine vom Typ Airbus A330-300 verließ Amsterdam um 08:45 Uhr MEZ und landete um die Mittagszeit (EST) in Detroit.

## Vorfall
Rund 20 Minuten vor der Landung in Detroit entzündete der 23-jährige Nigerianer Umar Farouk Abdulmutallab eine „pulverförmige Substanz“, laut Angaben von Ermittlungsbehörden über 80 g Nitropenta, die er zuvor in seiner Unterhose versteckt hatte. Er wurde von anderen Passagieren überwältigt. Er sagte aus, die Substanz im Jemen erhalten zu haben, um das Flugzeug mit 278 Passagieren und elf Besatzungsmitgliedern zu sprengen.

## Versagen der Geheimdienste
Abdulmutallabs Vater Alhaji Umaru Mutallab, ein angesehener Bankier und ehemaliger nigerianischer Minister für wirtschaftliche Entwicklung, war im Vorfeld über die zunehmende Radikalität seines Sohnes besorgt und hatte Mitte 2009 die US-Botschaft in Abuja und nigerianische Sicherheitsvertreter gewarnt. Zudem fand sich der Name des Attentäters wegen möglicher Verbindungen zu al-Qaida und zum Jemen in US-Geheimdienstberichten. US-Präsident Obama rügte die Geheimdienste scharf und sagte, es seien genügend Informationen bekannt gewesen, um bereits im Vorfeld die Anschlagspläne aufzudecken. Wären diese Informationen zusammengeführt worden, hätte Abdulmutallab niemals an Bord gelassen werden dürfen.

## Konsequenzen
Als Reaktion auf die Geschehnisse an Bord des Flugzeugs wurden die Sicherheitskontrollen im internationalen Luftverkehr verschärft und der Einsatz von Körperscannern, obwohl der Sprengstoff durch den Scanner auch nicht erkannt worden wäre, wieder stärker in Politik und Öffentlichkeit diskutiert. Des Weiteren stellten führende US-Politiker die vom amtierenden Präsident Barack Obama im Wahlkampf versprochene und für das Jahr 2010 vorgesehene Schließung des Gefangenenlagers Guantanamo in Frage. An der Vorbereitung des Anschlags seien zwei ehemalige saudische Guantanamo-Gefangene beteiligt gewesen, die sich nach der Entlassung der al-Qaida angeschlossen haben sollen.